# Temporada 1973-74 de los Portland Trail Blazers
La temporada 1973-74 fue la cuarta de los Portland Trail Blazers en la NBA. La temporada regular acabó con 27 victorias y 55 derrotas, ocupando el noveno y último puesto de la conferencia Oeste, y no logrando clasificarse para los playoffs.

## Elecciones en elDraft
| Ronda | Puesto | Jugador             | Posición  | Nacionalidad   | Universidad            |
| ----- | ------ | ------------------- | --------- | -------------- | ---------------------- |
| 1     | 15     | Barry Parkhill      | Escolta   | Estados Unidos | Virginia               |
| 2     | 20     | Jan van Breda Kolff | Alero     | Estados Unidos | Vanderbilt             |
| 2     | 34     | Phil Lumpkin        | Base      | Estados Unidos | Miami (OH)             |
| 2     | 36     | Rubin Collins       | Escolta   | Estados Unidos | Maryland Eastern Shore |
| 4     | 55     | Bird Averitt        | Escolta   | Estados Unidos | Pepperdine             |
| 4     | 56     | Mickey Johnson      | Ala-Pívot | Estados Unidos | Aurora*                |
| 6     | 92     | Dan Anderson        | Base      | Estados Unidos | Southern California    |

## Temporada regular
| División Pacífico      | División Pacífico | División Pacífico | División Pacífico | División Pacífico | División Pacífico | División Pacífico | División Pacífico | División Pacífico |
| Equipo                 | G                 | P                 | %                 | PD                | Casa              | Fuera             | Neutral           | Div               |
| ---------------------- | ----------------- | ----------------- | ----------------- | ----------------- | ----------------- | ----------------- | ----------------- | ----------------- |
| y-Los Angeles Lakers   | 47                | 35                | .573              | –                 | 30–11             | 17–24             | –                 | 14–12             |
| Golden State Warriors  | 44                | 38                | .537              | 3                 | 23–18             | 20–20             | 1–0               | 15–11             |
| Seattle SuperSonics    | 36                | 46                | .439              | 11                | 22–19             | 14–27             | –                 | 12–14             |
| Phoenix Suns           | 30                | 52                | .366              | 17                | 24–17             | 6–34              | 0–1               | 11–15             |
| Portland Trail Blazers | 27                | 55                | .329              | 20                | 22–19             | 5–34              | 0–2               | 13–13             |

## Estadísticas
| Rk | Jugador       | Edad | P  | PT | MP   | TC   | TCI  | %TC  | TL  | TLI | %TL  | RO  | RD  | RT   | AS  | RB  | TAP | BP | FP  | PTS  |
| -- | ------------- | ---- | -- | -- | ---- | ---- | ---- | ---- | --- | --- | ---- | --- | --- | ---- | --- | --- | --- | -- | --- | ---- |
| 1  | Geoff Petrie  | 25   | 73 |    | 38.4 | 10.1 | 21.1 | .481 | 4.0 | 4.7 | .853 | 0.9 | 2.0 | 2.8  | 4.3 | 1.2 | 0.2 |    | 2.7 | 24.3 |
| 2  | Sidney Wicks  | 24   | 75 |    | 38.0 | 9.1  | 19.9 | .459 | 4.2 | 5.5 | .762 | 2.6 | 6.5 | 9.1  | 4.3 | 1.2 | 0.8 |    | 2.9 | 22.5 |
| 3  | John Johnson  | 26   | 69 |    | 33.1 | 6.7  | 14.3 | .464 | 3.1 | 3.8 | .812 | 2.3 | 5.1 | 7.5  | 4.1 | 1.0 | 0.4 |    | 3.2 | 16.4 |
| 4  | Larry Steele  | 24   | 81 |    | 32.7 | 4.0  | 8.4  | .478 | 1.7 | 2.1 | .789 | 1.1 | 2.7 | 3.8  | 4.0 | 2.7 | 0.4 |    | 3.6 | 9.7  |
| 5  | Rick Roberson | 26   | 69 |    | 29.9 | 5.3  | 11.6 | .457 | 3.0 | 4.6 | .649 | 3.6 | 6.5 | 10.2 | 1.9 | 0.9 | 0.8 |    | 3.7 | 13.5 |
| 6  | Ollie Johnson | 24   | 79 |    | 21.7 | 2.6  | 5.5  | .482 | 1.0 | 1.2 | .819 | 1.5 | 2.6 | 4.1  | 2.1 | 0.8 | 0.4 |    | 2.3 | 6.3  |
| 7  | Bernie Fryer  | 24   | 80 |    | 20.9 | 2.8  | 6.1  | .460 | 1.3 | 1.7 | .793 | 0.8 | 1.2 | 2.0  | 3.5 | 1.2 | 0.1 |    | 2.3 | 7.0  |
| 8  | Lloyd Neal    | 23   | 80 |    | 19.0 | 3.1  | 6.3  | .490 | 1.5 | 2.1 | .696 | 1.9 | 4.3 | 6.2  | 1.1 | 0.6 | 0.9 |    | 2.4 | 7.6  |
| 9  | Mo Layton     | 25   | 22 |    | 14.9 | 2.5  | 5.1  | .491 | 0.6 | 1.2 | .538 | 0.3 | 1.2 | 1.5  | 2.3 | 0.4 | 0.0 |    | 2.0 | 5.6  |
| 10 | Greg Smith    | 27   | 67 |    | 13.1 | 1.5  | 3.4  | .434 | 0.7 | 1.2 | .608 | 1.0 | 1.9 | 2.8  | 1.2 | 0.6 | 0.1 |    | 1.9 | 3.7  |
| 11 | Charlie Davis | 24   | 8  |    | 11.3 | 1.8  | 5.0  | .350 | 0.4 | 0.5 | .750 | 0.3 | 1.1 | 1.4  | 1.4 | 0.3 | 0.0 |    | 0.9 | 3.9  |
| 12 | LaRue Martin  | 23   | 50 |    | 10.8 | 2.0  | 4.6  | .435 | 0.8 | 1.3 | .636 | 1.5 | 2.1 | 3.6  | 0.4 | 0.1 | 0.5 |    | 1.8 | 4.9  |
| 13 | Bob Verga     | 28   | 21 |    | 10.3 | 2.0  | 4.4  | .452 | 1.0 | 1.5 | .625 | 0.5 | 0.3 | 0.9  | 0.8 | 0.6 | 0.0 |    | 1.0 | 5.0  |
| 14 | Mark Sibley   | 23   | 28 |    | 4.4  | 0.7  | 2.0  | .357 | 0.2 | 0.3 | .857 | 0.3 | 0.6 | 0.9  | 0.5 | 0.1 | 0.0 |    | 0.8 | 1.6  |

## Galardones y récords
| Jugador      | Galardón |
| Sidney Wicks | All-Star |
| Geoff Petrie | All-Star |